# Allworth
Allworth é uma pequena aldeia australiana localizada no estado da Nova Gales do Sul. Fica localizada a 200 quilômetros ao norte de Sydney e 61 quilômetros ao norte de Newcastle. A sua população, segundo o censo de 2011, era de 196 habitantes, dos quais 104 são homens e 92 são mulheres.